# Disneymania
DisneyMania – pierwsza płyta z serii wydawanej przez Walt Disney Records zawierającej nagrania młodych artystów związanych z firmą Walt Disney. Pierwsza DisneyMania była wydana 17 września 2002 przez Walt Disney Records. Płyta odniosła sukces, zdobywając status złotej płyty w lutym 2003.

## Lista utworów
1. Anastacia – „Someday My Prince Will Come” (Królewna Śnieżka i siedmiu krasnoludków)
2. A*Teens – „Under the Sea” (Mała Syrenka)
3. Usher – „You’ll Be in My Heart” (Tarzan)
4. *NSYNC – „When You Wish Upon a Star” (Pinokio)
5. Ashanti feat. Lil’ Sis Shi Shi - „Colors of the Wind” (Pocahontas)
6. Smash Mouth – „I Wanna Be Like You” (Księga dżungli)
7. Jessica Simpson – „Part of Your World” (Mała Syrenka)
8. Aaron Carter – „I Just Can’t Wait to Be King” (Król lew)
9. S Club – „Can You Feel the Love Tonight” (Król lew)
10. Baha Men – „Hakuna Matata” (Król lew)
11. Hilary Duff – „The Tiki, Tiki, Tiki Room” (Disneyland's The Enchanted Tiki Room)
12. Jump5 – „Beauty and the Beast” (Piękna i Bestia)
13. No Secrets – „Kiss the Girl” (Mała Syrenka)
14. Christina Aguilera – „Reflection” (Mulan)
15. Ronan Keating – „Circle of Life” (Król lew)

## Single
1. „Reflection” Christina Aguilera (Piosenka była wydana jako singiel jeszcze zanim ukazała się na płycie DisneyMania)
2. „Beauty and the Beast” Jump5
3. „Colors of the Wind” Ashanti & Lil’Sis Shi Shi
4. „I Wanna Be Like You” Smash Mouth

## Teledyski
1. „I Wanna Be Like You” Smash Mouth
2. „Reflection” Christina Aguilera
3. „Beauty and the Beast” Jump5
4. „Colors of the Wind” Ashanti & Lil’ Sis Shi Shi
5. „You’ll Be in My Heart” Usher